# جان غالواي بيسل
جان غالواي بيسل (بالإنجليزية: Jean Galloway Bissell)‏ هي محامية وقاضية أمريكية، ولدت في 9 يونيو 1936 في دو وست في الولايات المتحدة، وتوفيت في 4 فبراير 1990 في واشنطن العاصمة في الولايات المتحدة.